# José Alejandro Reyes
José Alejandro Reyes Cerna (Tegucigalpa, 5 novembre 1997) è un calciatore honduregno, centrocampista del Génesis.

## Carriera

### Club
Ha sempre giocato nel campionato di casa.

### Nazionale
Ha esordito con la Nazionale honduregna nel 2019.